# Keilite
La keilite è un minerale.